# 舊黑瑟爾河
51°58′26″N 7°54′59″E / 51.97389°N 7.91639°E

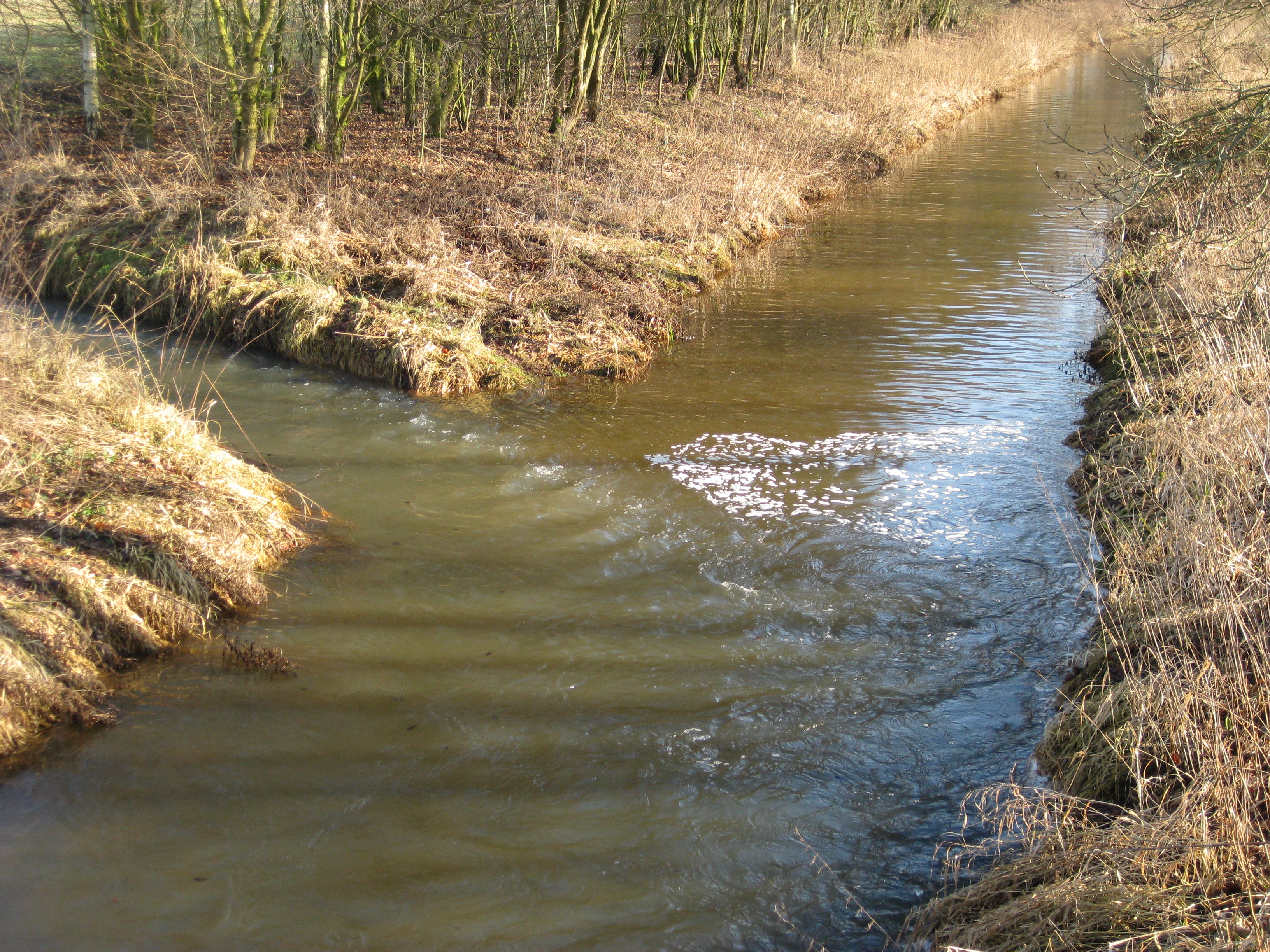

舊黑瑟爾河（德語：Alte Hessel），是德國的河流，位於該國西部，處於北萊茵-威斯特法倫州，屬於黑瑟爾河的左支流，河道全長9.5公里，流域面積15.3平方公里。